# Izba Deputowanych (Włochy)
Izba Deputowanych (wł. Camera dei Deputati) – izba niższa Parlamentu Republiki Włoskiej. Tworzy ją 400 deputowanych wybieranych raz na 5 lat w wyborach powszechnych, systemem mieszanym, opartym na prawie wyborczym z 2017 r., zaakceptowanym w referendum konstytucyjnym z 2020 roku. Aktualny skład Izby pochodzi z wyborów w 2022 roku. Trwa 19. kadencja. Przewodniczącym Izby Dep. jest Lorenzo Fontana, wybrany 14 października 2022 roku. Próg wyborczy dla pojedynczej partii wynosi 3%, a dla koalicji 10% niezależnie od liczebności ugrupowań do niej wchodzących.